# Ciclohexanol
El Ciclohexanol és un compost orgànic amb la fórmula química (CH₂)₅CHOH. La molècula està relacionada amb l'anell del ciclohexà, substituint un dels àtoms d'hidrogen per un grup hidroxil. Aquest compost és un sòlid incolor deliqüescent que quan és molt pur fon a temperatura ambient. Milers de milions de quilos es produeixen anualment, especialment com a precursor del niló. És bastant tòxic: el llindar límit (TLV) per al vapor durant 8 hores és 50 ppm.

## Producció
El ciclohexanol es produeix per oxidació del ciclohexà en l'aire, típicament usant cobalt com a catalitzador:
C₆H₁₂ + 1/2 O₂ → C₆H11OH

## Aplicacions
S'utilitza ciclohexanol en la producció de polímers, especialment niló i altres plàstics. També en petites quantitats s'utilitza com solvent.